# Fathi Kamil
Fathi Kamil Marzuk, Fathi Kamel Marzouq (arab. ‏فتحي كميل‎; ur. 23 maja 1955) – piłkarz z Kuwejtu, reprezentant kraju.
Karierę w reprezentacji rozpoczął w 1973. Król strzelców Pucharu Azji 1976 oraz uczestnik Igrzysk Olimpijskich 1980. W 1982 został powołany przez trenera Carlosa Alberto Parreirę na Mistrzostwa Świata 1982, gdzie reprezentacja Kuwejtu odpadła w fazie grupowej. Po raz ostatni w kadrze zagrał w 1984.